# 范姜姓
范姜姓是台灣獨有姓氏，是范姓的分支。
根據中華民國內政部户政司民國107年（2018年）6月的數據，臺灣范姜姓人口有4,300人，為全國姓氏人數排名第153名。當中在桃園市、新竹縣、苗栗縣及花蓮縣等地，范姜姓為單字姓以外人口中人口數最高的姓氏，分別為2,314人、248人、43人及158人。另外在臺北市及新北市，范姜姓人口分別為484人、545人。

## 來源
清朝初年，廣東海豐人范集景之妻雷氏，因丈夫早故且貧寒，而攜二子范文周、范文質改嫁姜同英，故長子范文周所生四子皆繼承姜家，改姓姜姓。次子范文質感念繼父養育之恩，起初難擇膝下五子是二人姓姜三人姓范、或三人姓姜二人姓范，但結果都不公平。最後決定五子皆冠上范姜雙姓。
後范文質所生五子先後來台，申請姜勝本墾號，逐步向內地開拓廣大土地：南以社子溪為界，東至營盤腳（今楊梅區上田里），西抵石牌嶺（今新屋區石牌里），北達大堀坑（今觀音區大堀里）。是故范姜姓氏皆流入台灣。范姜族人於咸豐四年（1854年）興建祖祠，即今新屋范姜祖堂。